# 松田ばんれい
松田 晩鈴（まつだ ばんれい）は、日本のイラストレーター。

## 作品

### イラスト
- 「牛丼食えスト」（マイコンBASICマガジン/電波新聞社）
- 「10分でできる簡単！スピード年賀状2006」（ソフトバンククリエイティブ）
- 「ComicStudio Debut2.0GuideBook―デジタルコミック実践テクニック」（BNN新社）
- @NetHomeポータルサイト、アニメキッズコーナー内「デジタルえほん」

### コミック
- @NetHomeポータルサイト、アニメキッズコーナー内「週間＠アットコミック」WEB漫画「熱血球児青春サンダー」